# 1046 pr. n. št.
1046 pr. n. št. je bilo leto predjulijanskega rimskega koledarja.
Oznaka 1046 pr. Kr. oz. 1046 AC (Ante Christum, »pred Kristusom«), zdaj posodobljena v 1046 pr. n. št., se uporablja od srednjega veka, ko se je uveljavilo številčenje po sistemu Anno Domini.

## Smrti
- Di Šin, zadnji kralj kitajske dinastije Šang (* 1105 pr. n. št.)